# Eugène Gonon
Pour les articles homonymes, voir Gonon.
Eugène Gonon, né le 17 octobre 1814 à Paris et mort à Paris 15e le 6 septembre 1892, est un fondeur français.

## Biographie
Eugène Gonon est le fils d'Honoré Gonon (1780-1850), également fondeur réputé. Il est le fondeur favori, comme son père, du sculpteur James Pradier. Reconnu par Maxime Du Camp qui le définissait comme homme de génie en son art de fondeur en bronze à la cire perdue, il a fondu des œuvres telles que le Buste du Duc d'Orléans (fondu en 1842) exposé dans la salle Pradier de l'aile Richelieu du musée du Louvre à Paris, Thésée combattant le centaure Biénor, dit aussi Centaure et Lapithe d'Antoine-Louis Barye (fondu en 1877) . La Pandore impudique de la Galerie des Modernes à Paris figure également à son catalogue.
Entre 1883 et 1890, il a réalisé la fonte à la cire perdue en un seul jet le bronze du haut-relief monumental Mirabeau répondant à Dreux-Brézé de Jules Dalou, en place dans la salle Casimir Perier au Palais Bourbon à Paris,.

## Le rénovateur de la fonte à cire perdu
Adeptes de la fonte à cire perdue, les Gonon remirent en honneur cet ancien procédé, plus coûteux, mais bien plus précis dans la reproduction qu’il permet d’obtenir du modelé du modèle que celui de la fonte au sable. Ils rappelèrent que la fonte à cire perdue dispensait de l’usage de la ciselure effectuée par une main étrangère sur les bronzes fondus dans des moules «au sable» et répétés en séries. Pradier utilisa la fonte à la cire perdue pour fondre soit des pièces uniques, soit des pièces exécutées en un nombre réduit d’exemplaires, le procédé nécessitant, pour la production de chaque exemplaire, la fabrication d’un modèle nouveau identique au modèle original.

## Sources
- Camille Dreyfus, La Grande encyclopédie raisonnée des sciences, des arts et des lettres.